# Reumert (Theaterpreis)/Bester Nebendarsteller
Reumert: Bester Nebendarsteller (Årets Mandlige Birolle)
Gewinner und Nominierte in der Kategorie Bester Nebendarsteller (Årets Mandlige Birolle) seit der ersten Verleihung im Jahr 1999. Unter drei Nominierten wird ein Preisträger ausgezeichnet, wobei Schauspielerinnen für mehrere Darstellungen nominiert werden können. Bisher konnte nur Kristian Halken den Preis mehr als einmal gewinnen. Neben seiner Auszeichnung im Jahr 2001 wurde er erneut im Jahr 2003 prämiert, wobei dies für seine Leistung in vier unterschiedlichen Aufführungen war.

## 1990er-Jahre
| Jahr | Preisträger          | Theaterstück  | Nominierungen                                                                           |
| 1999 | Anders W. Berthelsen | Personkreds 3 | Jess Ingerslev für Personkreds 3 sowie Trold kan tæmmes Søren Sætter-Lassen für Astma 5 |

## 2000er-Jahre
| Jahr | Preisträger           | Theaterstück                                                      | Nominierungen                                                                   |
| 2000 | Søren Sætter-Lassen   | Don Carlos                                                        | Henrik Jandorf für Hr. Bengts Hustru Thomas Bo Larsen für Gud bevare Danmark    |
| 2001 | Kristian Halken       | Mine to Søstre                                                    | Martin Ringsmose für Knivskarpe Polaroider Troels II Munk für Nicholas Nickleby |
| 2002 | Nicolas Bro           | Skrigerne                                                         | Morten Staugaard für Jesus Christ Superstar Claus Ryskjær für Boblerne i Bækken |
| 2003 | Kristian Halken       | Spindoctor Som man behager Danny Crowe Show Tusind og én nat – NU | Jess Ingerslev für Robin Hood Morten Staugaard für At dø eller ikke at dø       |
| 2004 | Mads M. Nielsen       | Den Gerrige                                                       | Kristján Ingimarsson für Stormen Ole Wegener für Borkman                        |
| 2005 | Anders Baggesen       | Lykke-Per                                                         | Nis Bank-Mikkelsen für En folkefjende Henrik Prip für Marta's Tema              |
| 2006 | Paul Hüttel           | Skyelskeren                                                       | Søren Sætter-Lassen für Indenfor Murene Anders Baggesen für Melampe             |
| 2007 | Frank Thiel           | Hjem, kære hjem                                                   | Mark Linn für Gasolin Lennart Hansen für Kirsebærhaven                          |
| 2008 | Kurt Dreyer           | Heksejagt 12 møder med et vidunderbarn                            | Olaf Johannessen für Et Drømmespil Anders Hove für Fobiskolen                   |
| 2009 | Nicolai Dahl Hamilton | Modern Life Den politiske kandestøber Darwins Testamente          | Jens Jacob Tychsen für Ordet Nis Bank-Mikkelsen für Efterår & Vinte             |

## 2010er Jahre
| Jahr | Preisträger      | Theaterstück                      | Nominierungen                                                                                    |
| 2010 | Morten Burian    | Uterus Noras Sønner Besættelse    | Peter Plaugborg für Richard III. sowie Den Stundesløse Klaus T. Søndergaard für Trold kan tæmmes |
| 2011 | Martin Ringsmose | Hellig3kongersaften               | Mikkel Bay Mortensen für Nytårsfesten Henrik Birch für Labyrinten                                |
| 2012 | Henrik Lund      | Singin’ in the Rain               | Andreas Jebro für Den gyldne drage Søren Sætter-Lassen für En Skærsommernatsdrøm                 |
| 2013 | Thomas Hwan      | Macbeth Madame Bovary Kagebrikken | Rolf Hansen für Gorilla Pelle Emil Hebsgaard für Disneys Aladdin – The Musical                   |
| 2014 | Andreas Jebro    | Den spanske flue                  | Tom Jensen für Den Stundesløse Carsten Svendsen für Cabaret                                      |